# François Gachet
François Gachet (Chichilianne, 17 de diciembre de 1965) es un deportista francés que compitió en ciclismo de montaña en la disciplina de descenso. Ganó dos medallas en el Campeonato Mundial de Ciclismo de Montaña, oro en 1994 y plata en 1995, y una medalla de oro en el Campeonato Europeo de Ciclismo de Montaña de 1995.

## Palmarés internacional
| Campeonato Mundial | Campeonato Mundial                | Campeonato Mundial | Campeonato Mundial |
| Año                | Lugar                             | Medalla            | Competición        |
| ------------------ | --------------------------------- | ------------------ | ------------------ |
| 1994               | Vail (Estados Unidos)             | Medalla de oro     | Descenso           |
| 1995               | Kirchzarten (Austria)             | Medalla de plata   | Descenso           |
| Campeonato Europeo |                                   |                    |                    |
| Año                | Lugar                             | Medalla            | Competición        |
| 1995               | Špindlerův Mlýn (República Checa) | Medalla de oro     | Descenso           |